# Cosecha Tholus
Il Cosecha Tholus è una struttura geologica della superficie di Cerere.